# Sportschau Club
Der Sportschau Club war eine Fußball-Unterhaltungssendung des öffentlich-rechtlichen Fernsehsenders Das Erste. Zwischen dem 11. September 2012 und dem 6. Juli 2021 lief sie als Nachfolger von Waldemar Hartmanns Sendung Waldis Club im Anschluss an Fußball-Übertragungen im Ersten. Nach drei ersten Talk-Sendungen mit verschiedenen Moderatoren der Sportschau übernahm Alexander Bommes Anfang 2013 die Moderation der umgestalteten Sendung. Unterstützt wurde er dabei von Julia Scharf und Arnd Zeigler.

## Konzept und Hintergrund
Der Sportschau Club wurde im Anschluss an größere Fußball-Übertragungen der ARD, wie Länderspiele, Bundesligaspiele oder Partien des DFB-Pokals, ausgestrahlt. Die Moderatoren diskutierten dabei mit verschiedenen Gästen über das Spiel und ihre Lebensgeschichte. Dazu lieferte Arnd Zeigler kuriose Hintergrundgeschichten aus der Vergangenheit, und weitere Interviews wurden geführt. Gesendet wurde die Sendung live aus der „Untertagebar“ im RevuePalast Ruhr in Herten (ehemals Zeche Ewald).
Die Sendung wurde zeitweise von On Air TV Productions produziert und zuletzt von Beckground TV.
Im Oktober 2021 gab ARD-Sportkoordinator Axel Balkausky die Einstellung der Sendung aus finanziellen Gründen bekannt.

## Moderation
| Jahr      | Hauptmoderator      | Hauptmoderator    | Hauptmoderator   | Co-Moderatorin | Co-Moderator |
| --------- | ------------------- | ----------------- | ---------------- | -------------- | ------------ |
| 2012      | Matthias Opdenhövel | Reinhold Beckmann | Gerhard Delling  |                |              |
| 2013–2021 | Alexander Bommes    | Alexander Bommes  | Alexander Bommes | Julia Scharf   | Arnd Zeigler |
| 2021      | Esther Sedlaczek    | Micky Beisenherz  | Micky Beisenherz |                |              |

Im Jahr 2012 haben die Moderatoren der Sportschau am Samstag, Matthias Opdenhövel, Gerhard Delling und Reinhold Beckmann jeweils einmal als Moderatoren durch die Sendung geführt. Zwischen 2013 und 2021 war Alexander Bommes fester Moderator des Sportschau Clubs. In der Zeit wurden Julia Scharf und Arnd Zeigler als Co-Moderatoren eingesetzt.
Esther Sedlaczek und Micky Beisenherz führten im Rahmen der Fußball-Europameisterschaft 2021 durch die Sendung.

## Sendungen
Die erste Übergangsausgabe vom 11. September 2012 stand ganz im Zeichen des WM-Qualifikationsspiels der deutschen Nationalmannschaft gegen die österreichische Auswahl. Die Sendung kam an diesem Abend aus einem Glasstudio im Ernst-Happel-Stadion in Wien. Moderator der ersten Sendung war Matthias Opdenhövel, seine Gäste waren an diesem späten Abend Oliver Bierhoff, Franz Wohlfahrt und Ralf Rangnick.
Am 16. Oktober 2012 übernahm Gerhard Delling für eine Ausgabe die Moderation. Am Abend des spektakulären 4:4-Remis im WM-Qualifikationsspiel gegen Schweden diskutierte der Moderator mit seinen Gästen Giovane Élber, Fredi Bobic und Mirko Slomka über diese Partie.
Durch den Sportschau Club am 14. November 2012 führte Reinhold Beckmann die Zuschauer und seine Gäste Thomas Helmer, Thomas Berthold, Frank Verlaat und Youri Mulder live aus Amsterdam.
Am 6. Februar 2013 übernahm Alexander Bommes im Anschluss an das Testspiel der deutschen Nationalelf gegen Frankreich zum ersten Mal die Moderation, außerdem feierte das „Studio“ in der „Untertagebar“ im Revuepalast Ruhr in Herten Premiere. Zu Gast waren Sebastian Kehl und Christoph Metzelder.
Die Sendung am 27. Februar 2013 schloss sich nahtlos an das Viertelfinale des DFB-Pokals an. Nach dem Spiel des FC Bayern München gegen Borussia Dortmund empfing Alexander Bommes André Schürrle und Lewis Holtby, die früher gemeinsam beim FSV Mainz den Beginn ihrer erfolgreichen Karrieren bestritten.
Im Fokus der sechsten Ausgabe am 26. März 2013 stand zum einen das WM-Qualifikationsspiel gegen Kasachstan, zum anderen gaben die Gäste um Norbert Meier, Otto Addo und Thomas Meggle Einblicke in die vielen Facetten des Trainerberufs. Der erfahrene Trainer und die beiden Neulinge in der Branche sprachen mit Alexander Bommes unter anderem über die Trainerausbildung des DFB in der heutigen Zeit. Zudem bekamen die Zuschauer Norbert Meiers Motivationsrede, als auch ein Porträt über den außergewöhnlichen Trainer des SC 1920 Oberhausen, Thorsten Möllmann, zu sehen.
Am 1. Juni 2013 sendete der Sportschau Club direkt aus Berlin im Anschluss an das DFB-Pokalfinale. Zu Gast waren Giovane Élber und Markus Babbel, zudem fanden auch Philipp Lahm, David Alaba, Bastian Schweinsteiger und Thomas Müller vom FC Bayern München nach dem gewonnenen Finale gegen den VfB Stuttgart mit dem Pokal den Weg in die „Umkleidekabine“. Zudem konnte George Alaba, Vater von Bayerns jungem Hoffnungsträger, einige Anekdoten über seinen Sohn erzählen.
Die achte Ausgabe des Sportschau Clubs am 9. August 2013 thematisierte den Bundesligastart der Saison 2013/2014, aber auch in Diskussion mit Oliver Kreuzer (HSV) und Christian Heidel (Mainz 05) den Beruf des Fußballmanagers im Anschluss an das Auftaktspiel des FC Bayern Münchens gegen Borussia Mönchengladbach.
Im Anschluss an das Spiel der deutschen Nationalmannschaft gegen Färöer am 10. September 2013 fanden İlkay Gündoğan, sein „Entdecker“ Michael Oenning und Steffen Freund den Weg in die Untertagebar in Herten. Weitere Themen neben dem vorhergegangenen Qualifikationsspiel war die Weltmeisterschaft 2014 in Brasilien sowie die Position des „Sechsers“ im Mittelfeld.
Nach dem Erreichen der Endrunde der WM 2014 durch den Sieg gegen Irland am 11. Oktober 2013 sendete der Sportschau Club erneut aus Herten. Zu Gast war an diesem Abend Horst Hrubesch (Coach der U21-Nationalmannschaft), mit dem Alexander Bommes über den Nachwuchs im deutschen Fußball und seine Karriere debattierte. Sein alter Dachdeckerkumpel Rainer Aschmoneit überraschte den Trainer in der Sendung.
Die elfte Ausgabe des Sportschau Clubs fand im Anschluss an den 1:0-Sieg der deutschen Nationalmannschaft im Fußballklassiker gegen England statt. Gast war Andreas Möller, der beim deutschen EM-Sieg 1996 im Halbfinale gegen England den entscheidenden letzten Treffer im Elfmeterschießen erzielte. Gemeinsam mit Alexander Bommes stellte Andreas Möller seine DFB-Wunschelf für die WM in Brasilien vor. Weiters Thema waren die WM-Playoffs. Insbesondere die Qualifikation der Equipe Tricolore und das tragische Ausscheiden von Zlatan Ibrahimovic im Superstarduell gegen Cristiano Ronaldo.
Im Rahmen des Pokalspiels FC Augsburg gegen FC Bayern München war Jürgen Klopp zu Gast in der 12. Runde des Sportschau Clubs. Der Großteil des Gesprächs befasste sich mit „Kloppos“ Arbeit. Die aktuelle Form des BVB, die Verletztenmisere, mögliche Neuzugänge und das seit Jahren andauernde Duell mit dem FC Bayern waren genauso Thema wie Klopps Kritik an den Medien, seine Motivationsreden und das Beantworten von Fragen, die Fans über die sozialen Netzwerke stellen konnten. Zum Abschluss überraschte man den Trainer von Borussia Dortmund mit einem Video, in dem Julia Scharf mit zwei Freunden des Fußballlehrers über ihn und seine Vergangenheit sprach.
Im neuen Jahr 2014 begrüßte Alexander Bommes und seine Co-Moderatoren den Weltfußballer Lothar Matthäus im Sportschau Club. Nach dem Rückrundenauftakt zwischen FC Bayern München und Borussia Mönchengladbach – Matthäus hatte für beide Vereine gespielt – widmete sich der Sportschau Club dem FC Bayern München, Transfergerüchten und der Nationalmannschaft.
Die siegreichen Mannschaften der DFB-Pokalrunde am 12. Februar 2014 zogen ins Halbfinale, der Sportschau Club zog nach dem Spiel in seine 14. Ausgabe. Mit Horst Heldt, Sportdirektor des FC Schalke 04 und Max Eberl, Sportdirektor von Borussia Mönchengladbach wurde nicht nur über die jahrelange Bekanntschaft der beiden Manager gesprochen. Im Gespräch mit Alexander Bommes beschäftigte man sich auch mit den Aspekten der Transferpolitik beider Vereine, der Tradition hinter den Vereinen und den Aktivitäten der beiden Manager, abseits des Fußballs.
Drei Wochen vor dem Revierderby waren sowohl ein Schalker Spieler mit Dennis Aogo, als auch ein Borusse mit Neven Subotić zu Gast bei der 15. Auflage des Sportschau Clubs. Thematisiert wurde aber nicht die bestehende Rivalität der beiden Vereine, sondern viel mehr die persönlichen Werdegänge der beiden Fußballer. So warf man einen Blick auf Aogos Freiburger Vergangenheit, überraschte Subotic mit einer Video-Botschaft seines amerikanischen Entdeckers und sprach über die „Neven Subotić Stiftung“.
Bei der 16. Ausgabe des Sportschau Clubs im Anschluss an das DFB-Pokal-Halbfinale zwischen dem FC Bayern München und dem 1. FC Kaiserslautern gaben sich die Manager Jörg Schmatke (1. FC Köln) und Marc Arnold (Eintracht Braunschweig) die Ehre. Alexander Bommes sprach mit den beiden über die Gemeinsamkeiten der Vereine, die Perspektiven der Klubs sowie ihre aktiven Spielerkarrieren. So wurde Jörg Schmadtke mit einem Video von seinem ersten Fernsehauftritt von vor knapp 30 Jahren überrascht. Julia Scharf sprach zudem mit den Eltern von Marc Arnold, die ebenfalls in der Untertagebar in Herten zu Gast waren.

## Sendungen & Quoten
| Quoten und Zuschauerzahlen |                    | |                                                      | |
| Ausgabe                    | Datum              | Thema | Quote                                                | Gäste |
| 0Ü1                        | 11. September 2012 | WM-Qualifikation: Deutschland – Österreich                                                                                | 1,89 Mio.                                            | Oliver Bierhoff, Franz Wohlfahrt, Ralf Rangnick                                                                         |
| 0Ü2                        | 16. Oktober 2012   | WM-Qualifikation: Deutschland – Schweden                                                                                  | 3,04 Mio.                                            | Mirko Slomka, Giovane Élber                                                                                             |
| 0Ü3                        | 14. November 2012  | Testspiel: Niederlande – Deutschland                                                                                      | 1,76 Mio.                                            | Thomas Helmer, Thomas Berthold, Frank Verlaat                                                                           |
| 01                         | 6. Februar 2013    | Testspiel: Frankreich – Deutschland                                                                                       | 2,06 Mio.                                            | Sebastian Kehl, Christoph Metzelder                                                                                     |
| 02                         | 27. Februar 2013   | DFB-Pokal: FC Bayern München – Borussia Dortmund                                                                          | 2,42 Mio.                                            | Lewis Holtby, André Schürrle                                                                                            |
| 03                         | 26. März 2013      | WM-Qualifikation: Deutschland – Kasachstan                                                                                | 1,96 Mio.                                            | Norbert Meier, Otto Addo, Thomas Meggle                                                                                 |
| 04                         | 1. Juni 2013       | DFB-Pokalfinale: FC Bayern München – VfB Stuttgart                                                                        | 4,24 Mio.                                            | Giovane Élber, Markus Babbel, Philipp Lahm, David Alaba, Bastian Schweinsteiger, Thomas Müller                          |
| 05                         | 9. August 2013     | Bundesliga: FC Bayern München – Borussia Mönchengladbach                                                                  | 1,94 Mio.                                            | Oliver Kreuzer, Christian Heidel                                                                                        |
| 06                         | 10. September 2013 | WM-Qualifikation: Färöer – Deutschland                                                                                    | 1,80 Mio.                                            | İlkay Gündoğan, Steffen Freund, Michael Oenning                                                                         |
| 07                         | 11. Oktober 2013   | WM-Qualifikation: Deutschland – Irland                                                                                    | 2,52 Mio.                                            | Horst Hrubesch |
| 08                         | 19. November 2013  | Testspiel: England – Deutschland                                                                                          | 2,33 Mio.                                            | Andreas Möller |
| 09                         | 4. Dezember 2013   | DFB-Pokal-Achtelfinale: FC Augsburg – FC Bayern München                                                                   | 2,45 Mio.                                            | Jürgen Klopp |
| 010                        | 24. Januar 2014    | Bundesliga Rückrundenstart: FC Bayern München – Borussia Mönchengladbach                                                  | 1,40 Mio.                                            | Lothar Matthäus |
| 011                        | 12. Februar 2014   | DFB-Pokal Viertelfinale: FC Bayern München – Hamburger SV                                                                 | 2,24 Mio.                                            | Horst Heldt, Max Eberl                                                                                                  |
| 012                        | 5. März 2014       | Testspiel: Deutschland – Chile                                                                                            | 2,36 Mio.                                            | Dennis Aogo, Neven Subotić                                                                                              |
| 013                        | 16. April 2014     | DFB-Pokal-Halbfinale: FC Bayern München – 1. FC Kaiserslautern                                                            | 2,38 Mio.                                            | Jörg Schmadtke, Marc Arnold                                                                                             |
| 014                        | 17. Mai 2014       | DFB-Pokalfinale: FC Bayern München – Borussia Dortmund                                                                    | 3,21 Mio.                                            | Oliver Bierhoff, Arjen Robben, Dante, Pierre Emile Højbjerg                                                             |
| 015                        | 1. Juni 2014       | WM Club DFB Pokalauslosung 1. Runde: Testspiel: Deutschland – Kamerun                                                     | 1,98 Mio.                                            | Fernanda Brandão, Horst Hrubesch                                                                                        |
| 016                        | 23. Juni 2014      | WM Club Gruppenspiel: Niederlande – Chile                                                                                 | 5,79 Mio.                                            | Stefan Kretzschmar, Karoline Herfurth, Thomas Hitzlsperger                                                              |
| 017                        | 25. Juni 2014      | WM Club Gruppenspielen: Nigeria – Argentinien / Bosnien und Herzegowina – Iran                                            | 5,16 Mio.                                            | Jan Delay, Franziska Knuppe, Steffen Freund                                                                             |
| 018                        | 28. Juni 2014      | WM Club Achtelfinale: Kolumbien – Uruguay                                                                                 | 3,1 Mio.                                             | Jeannine Michaelsen, Philipp Köster, Torsten Mattuschka                                                                 |
| 019                        | 29. Juni 2014      | WM Club Achtelfinale: Niederlande – Mexiko                                                                                | 6,21 Mio.                                            | Thomas Helmer, Guido Cantz, Mareile Höppner, Andreas Bourani                                                            |
| 020                        | 4. Juli 2014       | WM Club Viertelfinale: Deutschland – Frankreich                                                                           | 8,77 Mio.                                            | Robert Harting, Arne Friedrich, Franziska van Almsick                                                                   |
| 021                        | 9. Juli 2014       | WM Club Halbfinale: Niederlande – Argentinien                                                                             | 7,38 Mio.                                            | Linda Zervakis, Jan Böhmermann, Thomas Hitzlsperger                                                                     |
| 022                        | 13. Juli 2014      | WM Club Finale: Deutschland – Argentinien                                                                                 | 4,01 Mio.                                            | Boris Becker, Markus Babbel, Thomas Berthold, Pierre Littbarski                                                         |
| 023                        | 22. August 2014    | Bundesliga Start: FC Bayern München – VfL Wolfsburg                                                                       | 2,33 Mio.                                            | Dietmar Beiersdorfer, Fredi Bobic                                                                                       |
| 024                        | 29. Oktober 2014   | DFB-Pokal: FC Bayern München – Hamburger SV                                                                               | 2,76 Mio.                                            | André Breitenreiter, Horst Hrubesch                                                                                     |
| 025                        | 18. November 2014  | Testspiel: Spanien – Deutschland                                                                                          | 2,34 Mio.                                            | Diego Benaglio, Bodo Illgner                                                                                            |
| 026                        | 30. Januar 2015    | Bundesliga Rückrundenstart: VfL Wolfsburg – FC Bayern München                                                             | 1,66 Mio.                                            | Martin Kind, Michael Schade                                                                                             |
| 027                        | 4. März 2015       | DFB-Pokal-Achtelfinale: Kickers Offenbach – Borussia Mönchengladbach                                                      | 1,71 Mio.                                            | Tom Bartels, Béla Réthy, Marcel Reif                                                                                    |
| 028                        | 8. April 2015      | DFB-Pokal-Viertelfinale: Bayer 04 Leverkusen – FC Bayern München                                                          | 3,76 Mio.                                            | Horst Hrubesch, Jürgen Gelsdorf, Rico Weiler                                                                            |
| 029                        | 29. April 2015     | DFB-Pokal-Halbfinale: Arminia Bielefeld – VfL Wolfsburg                                                                   | 2,14 Mio.                                            | Christian Seifert |
| 030                        | 30. Mai 2015       | DFB-Pokalfinale: Borussia Dortmund – VfL Wolfsburg                                                                        | 3,12 Mio.                                            | Christian Heidel, Karl-Heinz Riedle, Pierre Littbarski, Maximilian Arnold, Timm Klose, Christian Träsch, Marcel Schäfer |
| 031                        | 10. Juni 2015      | Testspiel: Deutschland – Vereinigte Staaten                                                                               | 3,53 Mio.                                            | Karlheinz Förster, Andrea Petković                                                                                      |
| 032                        | 14. August 2015    | Bundesliga Start: FC Bayern München – Hamburger SV                                                                        | 3,90 Mio.                                            | Wolfgang Niersbach, Felix Neureuther                                                                                    |
| 033                        | 27. Oktober 2015   | DFB-Pokal 2. Runde: VfL Wolfsburg – FC Bayern München                                                                     | 1,40 Mio.                                            | Thomas Eichin, Andreas Rettig                                                                                           |
| 034                        | 13. November 2015  | Testspiel: Frankreich – Deutschland                                                                                       | nicht ausgewertet wegen der Terroranschläge in Paris | Ralf Fährmann, Martin Stranzl                                                                                           |
| 035                        | 16. Dezember 2015  | DFB-Pokal-Achtelfinale: FC Augsburg – Borussia Dortmund                                                                   | 2,76 Mio.                                            | Ralf Rangnick, Carsten Lichtlein                                                                                        |
| 036                        | 22. Januar 2016    | Bundesliga Rückrundenstart: Hamburger SV – FC Bayern München                                                              | 1,88 Mio.                                            | Hans-Joachim Watzke |
| 037                        | 10. Februar 2016   | DFB-Pokal-Viertelfinale: VfL Bochum – FC Bayern München                                                                   | 2,32 Mio.                                            | Ralf Fährmann, Martin Stranzl                                                                                           |
| 038                        | 29. März 2016      | Testspiel: Deutschland – Italien                                                                                          | 2,60 Mio.                                            | Thomas Hitzlsperger, Dirk Schuster                                                                                      |
| 039                        | 20. April 2016     | Bundesliga: Bayer 04 Leverkusen – Eintracht Frankfurt                                                                     | –                                                    | Christoph Kramer, Kevin Kampl                                                                                           |
| 040                        | 21. Mai 2016       | FA Cup Finals: Crystal Palace – Manchester United                                                                         | –                                                    | Sebastian Kehl, Hasan Salihamidžić, Wotan Wilke Möhring, Oliver Bierhoff                                                |
| 041                        | 26. August 2016    | Auslosung zur 2. Hauptrunde im DFB-Pokal                                                                                  | –                                                    | Oliver Bierhoff, Peter Frymuth                                                                                          |
| 042                        | 26. Oktober 2016   | Auslosung des DFB-Pokal-Achtelfinale                                                                                      | 2,98 Mio.                                            | Fabian Hambüchen, Steffi Jones, Lukas Klostermann                                                                       |
| 043                        | 15. November 2016  | – | 1,91 Mio.                                            | Stefan Effenberg |
| 044                        | 20. Januar 2017    | – | 1,33 Mio.                                            | Mirko Slomka |
| 045                        | 8. Februar 2017    | Auslosung des DFB-Pokal-Viertelfinale                                                                                     | 1,33 Mio.                                            | Mark Forster, Stefan Kuntz                                                                                              |
| 046                        | 1. März 2017       | DFB-Pokal-Viertelfinale: FC Bayern München – FC Schalke 04                                                                | –                                                    | Matthias Sammer, Peter Frymuth                                                                                          |
| 047                        | 22. März 2017      | Länderspiel: Deutschland – England                                                                                        | –                                                    | Lukas Podolski, Thomas Hitzlsperger, Willi Breuer                                                                       |
| 048                        | 26. April 2017     | DFB-Pokal-Halbfinale: FC Bayern München – Borussia Dortmund                                                               | 3,68 Mio.                                            | Bruno Labbadia |
| 049                        | 27. Mai 2017       | DFB-Pokal-Finale: Eintracht Frankfurt – Borussia Dortmund                                                                 | 2,64 Mio.                                            | Ansgar Brinkmann, Flemming Povlsen                                                                                      |
| 050                        | 22. Juni 2017      | FIFA-Cup-Spiel: Deutschland – Chile                                                                                       | 2,17 Mio.                                            | Peter Stöger |
| 051                        | 24. Juni 2017      | – | 1,59 Mio.                                            | Andreas Rettig, Olaf Janßen                                                                                             |
| 052                        | 28. Juni 2017      | FIFA-Cup-Halbfinale: Portugal – Chile                                                                                     | 2,27 Mio.                                            | René Adler, Lilli Hollunder                                                                                             |
| 053                        | 29. Juni 2017      | FIFA-Cup-Halbfinale: Deutschland – Mexiko                                                                                 | 3,23 Mio.                                            | Stefan Effenberg |
| 054                        | 14. August 2017    | 1. Hauptrunde im DFB-Pokal: Hansa Rostock – Hertha BSC                                                                    | –                                                    | Ralph Hasenhüttl |
| 055                        | 25. Oktober 2017   | Comeback von Jupp Heynckes und dem Millionen-Transfer Peter Hermann                                                       | –                                                    | Friedhelm Funkel |
| 056                        | 14. November 2017  | Qualifikation für die WM 2018 in Russland, 75. Geburtstag von Borussia Mönchengladbach                                    | –                                                    | Hans Meyer |
| 057                        | 14. November 2017  | DFB-Pokal-Spiel: FC Bayern München – Borussia Dortmund                                                                    | 1,78 Mio.                                            | Stefan Reinartz |
| 058                        | 7. Februar 2018    | DFB-Pokal-Spiel: Eintracht Frankfurt – 1. FSV Mainz 05                                                                    | –                                                    | Heiko Herrlich |
| 059                        | 23. März 2018      | – | 2,14 Mio.                                            | Felix Magath |
| 060                        | 18. April 2018     | 6:2-Erfolg des FC Bayern München bei Bayer 04 Leverkusen, DFB-Pokal-Halbfinale: FC Schalke 04 – Eintracht Frankfurt       | –                                                    | Ismail Atalan |
| 061                        | 19. Mai 2018       | DFB-Pokal-Finale: FC Bayern München – Eintracht Frankfurt                                                                 | 3,03 Mio.                                            | Andreas Möller, Norbert Nachtweih                                                                                       |
| 062                        | 8. Juni 2018       | DFB-Pokal-Auslosung 2018/19                                                                                               | 3,31 Mio.                                            | Palina Rojinski, Reinhard Grindel                                                                                       |
| 063                        | 20. August 2018    | DFB-Pokalspiel: SpVgg Greuther Fürth – Borussia Dortmund                                                                  | –                                                    | Fredi Bobic |
| 064                        | 16. Oktober 2018   | 3. Spiel des UEFA Nations League: Deutschland – Frankreich                                                                | 1,54 Mio.                                            | Martin Schmidt |
| 065                        | 31. Oktober 2018   | – | 1,18 Mio.                                            | Stefan Kuntz |
| 066                        | 19. November 2018  | – | 1,18 Mio.                                            | Arjen Robben |
| 067                        | 6. Februar 2019    | – | –                                                    | Nils Petersen |
| 068                        | 3. April 2019      | – | 2,04 Mio.                                            | Klaus Allofs |
| 069                        | 24. April 2019     | ter Stegen unter Vertrag beim FC Barcelona                                                                                | –                                                    | Marc-André ter Stegen                                                                                                   |
| 070                        | 25. Mai 2019       | DFB-Pokalfinale: RB Leipzig – FC Bayern München                                                                           | 2,79 Mio.                                            | Bruno Labbadia, Felix Neureuther, Arjen Robben, Franck Ribéry, Thomas Müller                                            |
| 071                        | 17. Juni 2019      | U-21-Fußball-Europameisterschaft: Deutschland – Dänemark                                                                  | 1,46 Mio.                                            | Bastian Schweinsteiger                                                                                                  |
| 072                        | 30. Juni 2019      | Finale UEFA U-21-EM: Deutschland – Spanien                                                                                | 1,21 Mio.                                            | Christoph Metzelder |
| 073                        | 12. August 2019    | DFB-Pokal 1. Hauptrunde: Energie Cottbus – FC Bayern München                                                              | 1,12 Mio.                                            | Peter Bosz |
| 074                        | 31. Oktober 2019   | Sowohl der FC Chelsea als auch die deutsche Nationalmannschaft warten sehnsüchtig auf die Rückkehr des Innenverteidigers. | 1,23 Mio.                                            | Antonio Rüdiger |
| 075                        | 5. Februar 2020    | Titel machen süchtig! | 1,44 Mio.                                            | Toni Kroos |
| 076                        | 4. März 2020       | Halbfinale des DFB-Pokal: 1. FC Saarbrücken gegen Fortuna Düsseldorf                                                      | 1,64 Mio.                                            | Lukas Kwasniok |
| 077                        | 10. Juni 2020      | Nach dem DFB-Pokalspiel: FC Bayern München gegen Eintracht Frankfurt                                                      | 1,67 Mio.                                            | Roger Schmidt |
| 078                        | 4. Juli 2020       | Finale des DFB-Pokalspiel: Bayer 04 Leverkusen gegen FC Bayern München                                                    | 1,62 Mio.                                            | Jérôme Polenz, Thomas Broich                                                                                            |
| 079                        | 14. September 2020 | Nach dem DFB-Pokalspiel: MSV Duisburg gegen Borussia Dortmund                                                             | 0,87 Mio.                                            | Marco Bode |
| 080                        | 13. Oktober 2020   | UEFA Nations League: Deutschland gegen Schweiz                                                                            | –                                                    | Sandro Wagner |
| 081                        | 17. November 2020  | UEFA Nations League: Spanien – Deutschland                                                                                | 1,41 Mio.                                            | Lars Ricken |
| 082                        | 23. Dezember 2020  | – | 1,13 Mio.                                            | Jérôme Boateng |
| 083                        | 3. Februar 2021    | – | –                                                    | Kevin Großkreutz |
| 084                        | 3. März 2021       | Nach dem DFB-Pokal-Viertelfinale: RB Leipzig – VfL Wolfsburg                                                              | 1,64 Mio.                                            | Ralf Rangnick |
| 085                        | 30. April 2021     | DFB-Pokal-Halbfinale: Werder Bremen – RB Leipzig                                                                          | 1,53 Mio.                                            | Hannes Wolf |
| 086                        | 13. Mai 2021       | DFB-Pokalfinale: RB Leipzig – BVB Dortmund                                                                                | –                                                    | Almuth Schult, Stefan Kuntz, Perry Bräutigam                                                                            |
| 087                        | 11. Juni 2021      | Fußball-Europameisterschaft: Türkei gegen Italien                                                                         | –                                                    | Ina Müller, Deniz Aytekin                                                                                               |
| 088                        | 13. Juni 2021      | Fußball-Europameisterschaft                                                                                               | –                                                    | Jonas Hummels, Hans Sarpei                                                                                              |
| 089                        | 16. Juni 2021      | Fußball-Europameisterschaft                                                                                               | 0,47 Mio.                                            | Ingo Zamperoni, Rachel Rinast                                                                                           |
| 090                        | 19. Juni 2021      | Fußball-Europameisterschaft                                                                                               | 0,8 Mio.                                             | Felix Neureuther, Kai Pflaume                                                                                           |
| 091                        | 21. Juni 2021      | Fußball-Europameisterschaft                                                                                               | 1,59 Mio.                                            | Pascal Hens, Rúrik Gíslason                                                                                             |
| 092                        | 22. Juni 2021      | Fußball-Europameisterschaft                                                                                               | 1,71 Mio.                                            | Tabea Kemme, Wincent Weiss, Johannes Oerding                                                                            |
| 093                        | 27. Juni 2021      | Fußball-Europameisterschaft                                                                                               | 0,81 Mio.                                            | Giulia Gwinn, René Adler                                                                                                |
| 094                        | 29. Juni 2021      | Fußball-Europameisterschaft                                                                                               | 1,31 Mio.                                            | Olli Dittrich, Thomas Hitzlsperger                                                                                      |
| 095                        | 3. Juli 2021       | Fußball-Europameisterschaft                                                                                               | –                                                    | Alexandra Popp, Hadnet Tesfai, Markus Babbel                                                                            |
| 096                        | 6. Juli 2021       | Fußball-Europameisterschaft                                                                                               | 1,46 Mio.                                            | Shkodran Mustafi, Kida Khodr Ramadan                                                                                    |